# Aliecer Urrutia
Aliecer Urrutia Delgado (ur. 22 września 1974) – kubański lekkoatleta, trójskoczek.
9 marca 1997 w Paryżu wywalczył tytuł halowego wicemistrza świata. 8 sierpnia 1997 w Atenach zdobył brązowy medal mistrzostw świata. Do jego osiągnięć należy również srebrny medal mistrzostw Ameryki Środkowej i Karaibów (Cali 1993) Ma w swoim dorobku również srebrny medal uniwersjady (Katania 1997). W 1996 został mistrzem Kuby. Na igrzyskach olimpijskich w Atlancie w 1996 zajął piętnaste miejsce w kwalifikacjach, nie awansując do finału.
Swój halowy rekord życiowy (17,83 m) ustanowił 7 lutego 1997 w Sindelfingen i jest trzecim wynikiem w historii światowej lekkoatletyki. Jego rekord życiowy na otwartym stadionie wynosi 17,70 m i został ustanowiony 6 czerwca 1996 w Sewilli.